# Nam Il
Nam Il (n. el 5 de junio de 1915 – 7 de marzo de 1976) fue un militar norcoreano que fue general del Ejército Popular de Corea y firmante del Acuerdo de Armisticio de Corea.
Nam nació en el condado Gangjin el 5 de junio de 1915. Su familia se trasladó al condado Kyongwon y después a Krai de Primorie en el Extremo Oriente de Rusia. Debido a la política soviética la familia de Nam, junto con otros coreanos, se trasladaron al Asia Central.
Se educó en la Escuela Militar de Smolensk y en Taskent. Nam se convirtió en jefe del estado mayor de una división del Ejército Rojo durante la Segunda Guerra Mundial. Participó en algunas de las grandes batallas, como las de Stalingrado, Kursk y Berlín.
Regresó a Corea al final de la guerra, sirviendo como Ministro de Relaciones Exteriores de Corea del Norte y jefe del Estado Mayor del Ejército Popular de Corea.
Cuando la Guerra de Corea llegó a un estancamiento en julio de 1951, Nam sirvió como jefe de la delegación norcoreana en las negociaciones del armisticio. Fue famoso por usar una boquilla cuando fumaba.
Nam Il murió en 1976 y fue enterrado en el Cementerio de los Mártires Revolucionarios en Pionyang, oficialmente murió después de una colisión entre su automóvil y un camión. Esto sugiere que fue intencional y fue purgado por Kim Il-sung.